# 魔眼凝望
《魔眼凝望》是角川遊戲和Experience開發迷宫探索遊戲，2013年首發於PlayStation Vita平台。
移植版《魔眼凝望Extra》2021年發行，對應任天堂Switch與PlayStation 4平台，包含繁體中文版。